# Gabat
Gabat är en kommun i departementet Pyrénées-Atlantiques i regionen Nouvelle-Aquitaine i sydvästra Frankrike. Kommunen ligger i kantonen Saint-Palais som tillhör arrondissementet Bayonne. År 2022 hade Gabat 276 invånare.

## Befolkningsutveckling
Antalet invånare i kommunen Gabat
| Referens: INSEE |